# Liste der Baudenkmale in Scharnebeck
In der Liste der Baudenkmale in Scharnebeck sind die Baudenkmale der niedersächsischen Gemeinde Scharnebeck und ihrer Ortsteile aufgelistet. Der Stand der Liste ist der 28. Januar 2023. Die Quelle der Baudenkmale und der Beschreibungen ist der Denkmalatlas Niedersachsen.

## Allgemein
In den Spalten befinden sich folgende Informationen:
- Lage: die Adresse des Baudenkmales und die geographischen Koordinaten. Kartenansicht, um Koordinaten zu setzen. In der Kartenansicht sind Baudenkmale ohne Koordinaten mit einem roten Marker dargestellt und können in der Karte gesetzt werden. Baudenkmale ohne Bild sind mit einem blauen Marker gekennzeichnet, Baudenkmale mit Bild mit einem grünen Marker.
- Bezeichnung: Bezeichnung des Baudenkmales
- Beschreibung: die Beschreibung des Baudenkmales. Unter § 3 Abs. 2 NDSchG werden Einzeldenkmale und unter § 3 Abs. 3 NDSchG Gruppen baulicher Anlagen und deren Bestandteile ausgewiesen.
- ID: die Objekt-ID des Baudenkmales
- Bild: ein Bild des Baudenkmales, ggf. zusätzlich mit einem Link zu weiteren Fotos des Baudenkmals im Medienarchiv Wikimedia Commons. Wenn man auf das Kamerasymbol klickt, können Fotos zu Baudenkmalen aus dieser Liste hochgeladen werden:

## Scharnebeck

### Gruppe: Zisterzienserkloster und Domäne
Die Gruppe hat die ID: 34325295. Zisterzienserkloster ab 1253, Amtshof nach Säkularisierung 1529, später in eine Domänenhof umgewandelt; aufgesiedelt 1931/32. Aus unterschiedlicher Zeit erhaltenen Gebäude im historischen Zusammenhang: Kirche im Osten (1723 verkleinert), Amtshaus und Speicher im Süden, Stallgebäude im Westen. Vom ehemaligen Zisterzienserkloster haben sich oberirdisch noch der Chorbereich der Klosterkirche (14. Jh.) und wenige Mauern der Klostergebäude erhalten. Das Speichergebäude (Mühlenstraße 3) wurde 1510 für das Kloster errichtet.

| Lage                                              | Bezeichnung               | Beschreibung | ID       | Bild           |
| ------------------------------------------------- | ------------------------- | --- | -------- | -------------- |
| Auf der Domäne 53° 17′ 35″ N, 10° 30′ 39″ O       | St. Marien                | Ehemalige Zisterzienserklosterkirche. Ursprünglich gotische, kreuzförmig gewölbte Rundpfeiler-Hallenkirche aus Backstein in gebundenem System mit dreischiffigem, vierjochigem Langhaus, Querschiff und einem eineinhalbjochigen Chor mit 5/10-Schluß. Erste Erwähnung 1319, Weihe 1376. 1712 Abbruch des Haupt- und Querschiffes, Neubau als evangelische Pfarrkirche. Satteldach mit Pfannendeckung, an Nord- und Südseite kleinere Anbauten unter Pultdächern. Turm nur nach Westen aus leicht vorspringender Backsteinwand sonst Holz mit welscher Haube und Laterne in Kupferdeckung und Wetterfahne mit Datum 1844. Hauptzugang von Westen. Ehemalige Spitzbogenfenster im Chor zu Rundbogenfenster umgestaltet, Langhaus mit Rundbogenfenstern über kleinen Segmentbogenfenstern von Blendbögen zusammengefasst. Im Inneren verputzt. Chor mit Gewölbedienste, zwei der ehemaligen Rundpfeiler und zugesetzte Fensterbahnen mit Gewände von der mittelalterlichen Kirche erhalten. Raumabschluss durch Flachdecke mit Voute, im Altarbereich Stuckdekor. Dreiseitig umlaufende Holzempore. Architekt Johann Caspar Borchmann (Celle). Erbaut 1723/24. Kanzelaltar um 1780, Taufbecken aus Holz um 1600, Reste des gotischen Chorgestühls von 1370/80, Orgelprospekt von 1754. | 28834083 | Weitere Bilder |
| Auf der Domäne 53° 17′ 34″ N, 10° 30′ 37″ O       | Brunnenschale             | Brunnenschale in einem Stück aus Granit gearbeitet, in der Mitte kreisrunde Vertiefung. Durchmesser 1,35 m, Höhe 0,60 m, Vertiefung Durchmesser 25 cm, Tiefe 1-2 cm. Nicht an ihrem ursprünglichen Standort. Vermutlich mittelalterliche Brunnenschale aus dem Kreuzgang. | 28834047 | BW             |
| Auf der Domäne 8 53° 17′ 37″ N, 10° 30′ 35″ O     | Pferdestall               | Pferdestall unter Einbeziehung einer mittelalterlichen Kreuzgangmauer des Zisterzienserklosters als Ostwand des Gebäudes. Mittelalterliche Klostermauer aus Backstein in Klosterformat mit spitzbogiger Arkade. Langgestreckter, traufständiger Fachwerkbau als Zweiständerbau auf Ziegelsockel unter Krüppelwalmdach. Stall im Südteil des Gebäudes mit Tor in Südseite, Stallfenster und Aufzugserker an Westseite sowie Wohnbereich im Norden. Erbaut im 18. Jh. | 28834066 |                |
| Auf der Domäne 3 / 5 53° 17′ 37″ N, 10° 30′ 35″ O | Wohn-/ Wirtschaftsgebäude | Langgestrecktes, traufständiges Backsteingebäude unter Krüppelwalmdach. Zugänge zu Ställen in Langseiten. Fassadengliederung mittels Lisenen und Ziegelfriesen. Erbaut um 1900. Umgebaut zum Doppelhaus mit Wohnbereichen an beiden Enden, dazwischen Wirtschaftsbereich 1931/32. | 28834237 | BW             |
| Auf der Domäne 4 53° 17′ 37″ N, 10° 30′ 35″ O     | ehem. Amtshaus            | Zweigeschossiger, traufständiger, teilunterkellerter Bau unter Krüppelwalmdach. EG in Backsteinbauweise, Obergeschoss G in Fachwerk. Beide Seitengiebel über profilierten Balkenköpfen vorkragend, gerundete Füllhölzer und Schwelle dieselben Formen an den Langseiten unter der Traufe; in Seitengiebeln geschweifte Fuß- und Kopfstrebenpaare. Erbaut 1705. Im Osten später angefügter Mittelrisalit mit Giebel unter Satteldach, im Süden nachträglich angefügter Fachwerkbau unter Pultdach, im Westen Auslucht. | 28834104 | BW             |
| Mühlenstraße 3 53° 17′ 32″ N, 10° 30′ 37″ O       | Speicher                  | Zweigeschossiger Bau unter Satteldach, EG in Ziegelmauerwerk aus mehreren Bauphasen, OG in Fachwerk mit Ziegelausfachung. Auf Nordseite im OG zwei Aufzugsluken und Klappläden sowie Aufzugsgiebel. Fachwerk mit Fußstreben, auf Nordseite unter der Traufe profilierte Balkenköpfe, geschnitzte Füllhölzer mit Schiffskehlen und zweites Rähm als oberer Abschluss, an Südseite (Rückseite) anstelle des Rähms Riegel. Erbaut 1510 (Inschrift Sturz der östlichen Aufzugslucke). Östlicher Gebäudeteil und Ostgiebel später, an Nordwestecke ehemaliges Amtshaus angebaut, hier niedriger Anbau unter Pultdach. | 28834256 | BW             |

### Gruppe: Wassermühle Scharnebeck
Die Gruppe hat die ID: 34327917. Mühlenanlage mit Teich gehörte ursprünglich zum Zisterzienserkloster, später zur Domäne und ist südöstlich vom Domänenhof. Sie wurde vom Sauerbach betrieben und durch die Mühlenstraße erschlossen. Die westlich stehende Wassermühle und westlich gelegene Wohnhaus des Müllers sind 1907 nach einem Brand neu errichtet worden.

| Lage                                           | Bezeichnung   | Beschreibung | ID       | Bild |
| ---------------------------------------------- | ------------- | --- | -------- | ---- |
| Mühlenstraße 16 a 53° 17′ 29″ N, 10° 30′ 39″ O | Mühlengebäude | Zweigeschossiger verputzter Massivbau auf geschoßhohem Sockel mit Drempelgeschoss unter flachem, weit vorkragendem Satteldach in Teerpappendeckung. Tore in Nord- und Westfassade, auf Nordseite Aufzugsluken in allen Geschossen, Segmentbogenfenster mit Industriefenstern aus Eisen. Sockelgeschoss mit bandartiger Quaderimitation in Putz, Fassaden durch Ziegellisenen gegliedert, Ziegeldekor an Giebel und entlang der Traufen. An Süd- und Westseite unterschiedlich hohe Anbauten aus Backstein bzw. Fachwerk, die die Mühle mit der giebelständigen stärker veränderten Fachwerkscheune verbinden. Erbaut 1907. | 28834140 | BW   |
| Mühlenstraße 53° 17′ 28″ N, 10° 30′ 40″ O      | Teich         | Der Teich wird vom Sauerbach, einem Nebenfluss der Neetze, gespeist und wurde auch als Fischteich genutzt; angelegt im 13. Jh.; zur Mühle gehörender Wasserkanal 1946 zugeschüttet. | 28834123 | BW   |
| Mühlenstraße 16 53° 17′ 29″ N, 10° 30′ 38″ O   | Wohnhaus      | Freistehender, eingeschossiger Backsteinbau mit Drempelgeschoss über Sockelgeschoss unter vorkragendem Krüppelwalmdach in Doppelmuldenfalzziegeldeckung. Zugänge in Ost- und Südseite. Ecklisenen, umlaufende Bänder, Zierfriese und Fensterumrahmungen ziegelsichtig, zurückgesetzte Wandflächen weiß verputzt. Erbaut 1907. | 28834159 | BW   |

### Gruppe: Hauptstraße 47
Die Gruppe hat die ID: 34327933. Hofanlage, von der noch das weit zurückliegende, giebelständige Wohn- und Wirtschaftsgebäude von 1823 sowie die näher an Straße gelegene leicht schräg gestellte Abbauerkathe von 1669 erhalten sind.

| Lage                                              | Bezeichnung               | Beschreibung | ID       | Bild |
| ------------------------------------------------- | ------------------------- | --- | -------- | ---- |
| Hauptstraße 47 b / c 53° 17′ 35″ N, 10° 30′ 20″ O | Wohn-/ Wirtschaftsgebäude | Eingeschossiges Flettdielenhauses unter Halbwalmdach. Fachwerk mit Ziegelausfachung auf niedrigem Ziegelsockel. Zweiständerbau mit Unterrähm, beide Ständerreihen mit Kopfbändern. Inschrift an Dachschwellbalken des Wirtschaftsgiebels. Erbaut 1823 (i). Wohnteil nachträglich in Backstein ersetzt. | 28834178 | BW   |
| Hauptstraße 47 a 53° 17′ 35″ N, 10° 30′ 20″ O     | Wohnhaus                  | Abbauerkathe. Eingeschossiger Wandständerbau mit Kopfbändern unter Halbwalmdach in Reetdeckung. Fachwerk mit geschlämmten Ausfachungen auf niedrigem Feldsteinsockel. Eingang an nordöstlicher Traufseite, Eingang zum Stall ehemals auf Nordwestseite, zwei ehemalige Aufzugsluken im DG. Giebeltrapeze über gerundeten Balkenköpfen vorkragend. Auf Südostseite Balken mit Bauinschrift. Erbaut 1669 (i). | 28834197 | BW   |

### Einzelobjekte
| Lage                                            | Bezeichnung               | Beschreibung | ID       | Bild |
| ----------------------------------------------- | ------------------------- | --- | -------- | ---- |
| Alt Scharnebeck 2 53° 17′ 19″ N, 10° 30′ 19″ O  | Wohn-/ Wirtschaftsgebäude | Giebelständiges, eingeschossiges Flettdielenhauses auf niedrigem Ziegelsockel unter Krüppelwalmdach mit Schleppgauben. Zweiständerbau. Fachwerk mit Ziegelausfachung, Wohnteil mit gekuppelten Stielen. Erbaut ca. 1860. | 28834028 | BW   |
| Bardowicker Str. 1 53° 17′ 36″ N, 10° 30′ 20″ O | Wohnhaus                  | Ehemaliges Pfarrwitwenhaus. Freistehender, traufständiger, eingeschossiger Fachwerkbau mit Ziegelausfachung auf niedrigem Feldsteinsockel unter Krüppelwalmdach in Pfannendeckung. Axialsymmetrische Fassadenaufteilung. Inschrift auf einem Balken im Nordostgiebel. Erbaut 1839 (i). | 28834009 | BW   |
| Bardowicker Str. 2 53° 17′ 36″ N, 10° 30′ 24″ O | Wohnhaus                  | Freistehender, traufständiger, eingeschossiger Fachwerkbau mit Ziegelausfachung auf niedrigem Feldsteinsockel unter Krüppelwalmdach in Pfannendeckung. Südostseite in Backstein erneuert. Vor südwestlichem Eingang kleiner Vorbau, weitere Anbau an Nordostseite unter abgeschlepptem Dach. Im Inneren klassizistische Türen, Treppe 18. Jh. Mehrere Bauphasen ca. 1780, 1840, 1900 und 1930. Heute Gemeindehaus. | 28834275 | BW   |
| Echemer Straße 7 53° 17′ 41″ N, 10° 30′ 28″ O   | Wohnhaus                  | Fachwerkgebäude über T-förmigen Grundriss mit verputzten Gefachen über niedrigem Ziegelsockel unter Krüppelwalmdächern mit Pfannendeckung; bestehend aus traufständigem, niedrigen eingeschossigem Gebäudeteil mit Drempelgeschoss im Nordwesten und quergelagertem, höherem Gebäudeteil mit Drempelgeschoss im Südosten. Quertrakt mit dem Giebel zur Straße, die traufständige Hauptfassade mit repräsentativer Eingangstür im Mittelrisalit zur Kurve ausgerichtet, Zwerchhaus und Giebel über profilierten Balkenköpfen und Füllhölzern vorkragend. Ursprungsbau wohl Mitte 19. Jh., eingeschossiger traufständiger Fachwerkbau. 1909/10 Erweiterung um den Quertrakt. 1912 Neubau des traufständigen Gebäudeteils mit Drempelgeschoss nach Brand; Toreinfahrt später durch den Einbau von Türen und Fenstern verändert. | 28833990 | BW   |
| Hauptstraße 2 53° 17′ 12″ N, 10° 30′ 15″ O      | Empfangsgebäude           | An 1919 eröffneter Klein-Bahnstrecke Lüneburg-Bleckede. Empfangsgebäudes des Bahnhofs, nördlich der Gleise. Freistehender, eingeschossiger Massivbau auf niveaugleichem Sockel unter Mansarddach mit Schleppgauben in Pfannendeckung. EG bis zur Fensterbrüstung backsteinsichtig, darüber verputzt. Rechteckfenster mit Schlagläden. In Südfassade Eingangsbereich mit Loggia vor Warteraum, an Südwestecke Vorbau mit Dreiecksgiebel und Verladerampen mit Rolltüren im Süden und Westen, im Westen ebenfalls erhöhter Eingang zur Dienstwohnung im Erd- und DG. Ausgeführt vom Landeskleinbauamt der Provinz Hannover, gezeichnet Bauer. Erbaut 1926. | 28833952 | BW   |
| Hauptstraße 8 53° 17′ 15″ N, 10° 30′ 17″ O      | Wohn-/ Wirtschaftsgebäude | Freistehender, eineinhalbgeschossiger Wohnbau unter Mansarddach in Pfannendeckung. EG aus Backstein, Drempelgeschoss aus Fachwerk. Westfassade zur Straße annähernd symmetrisch gegliedert mit zweiachsigem, zweigeschossigem Mittelrisalit flankiert von Schleppgauben. Nord- und Südfassaden jeweils mit mittigem Dachgiebel. Eingang über Außentreppe an Südseite unter weit heruntergezogenem Dach. Im Osten rückwärtig im rechten Winkel angebauter eingeschossiger Wirtschaftsteil aus Backstein unter Krüppelwalmdach mit Zufahrt im Norden. Architekt Hermann Matthies, Lüneburg. Erbaut 1905. | 28833876 | BW   |
| Hauptstraße 38 53° 17′ 35″ N, 10° 30′ 29″ O     | Pfarrhaus                 | Freistehender, eingeschossiger, traufständiger Backsteinbau unter Satteldach in Pfannendeckung. Langseiten mittig durch Dachgiebel betont. Fassadenaufteilung asymmetrisch. In Südecke ehemals Zugang zum Garten mit Loggia. Fensterstürze aus Stein mit Ornamenten verziert. Erbaut 1911/12. | 28833895 | BW   |

## Lentenau

### Einzelbaudenkmale
| Lage                                    | Bezeichnung | Beschreibung | ID       | Bild |
| --------------------------------------- | ----------- | --- | -------- | ---- |
| Lentenau 5 53° 16′ 36″ N, 10° 30′ 24″ O | Scheune     | Wirtschaftsgebäude mit ausmittiger Längseinfahrt unter Halbwalmdach; Fachwerk mit Backsteinausfachung; Wandständerbau; südöstliche Gebäudehälfte als Scheune, nordwestliche als Stall genutzt; erbaut Mitte 19. Jh. Durch Zwischentrakt mit modernen Wohnhaus verbunden. | 28833857 | BW   |